# Dante Fabbro
Dante Fabbro (* 20. Juni 1998 in Coquitlam, British Columbia) ist ein kanadischer Eishockeyspieler, der seit November 2024 bei den Columbus Blue Jackets in der National Hockey League unter Vertrag steht. Zuvor verbrachte der Verteidiger fünf Jahre in der Organisation der Nashville Predators.

## Karriere
Dante Fabbro spielte in seiner Jugend für den Burnaby Winter Club sowie für die Vancouver Northwest Giants in seiner Heimat, dem Großraum Vancouver. Nachdem er gegen Ende der Saison 2013/14 bereits zwei Partien für die Langley Rivermen in der British Columbia Hockey League (BCHL) absolviert hatte, lief er mit Beginn der Spielzeit 2014/15 regelmäßig für die Penticton Vees in der BCHL auf. Mit dem Team gewann der Abwehrspieler in seiner ersten Saison direkt die Playoffs um den Fred Page Cup, während er persönlich ins All-Rookie Team der Liga gewählt wurde. Nach dem Folgejahr, in dem er 67 Scorerpunkte aus 45 Partien verzeichnet hatte, berücksichtigte man ihn im BCHL First All-Star Team und zeichnete ihn als besten Verteidiger aus. Anschließend wählten ihn die Nashville Predators im NHL Entry Draft 2016 an 17. Position.
In der Folge schrieb sich Fabbro an der Boston University ein und lief fortan für deren Eishockeyteam, die Terriers, in der Hockey East auf, einer Liga im Spielbetrieb der National Collegiate Athletic Association (NCAA). Mit der Mannschaft feierte er im Jahre 2018 den Gewinn der Meisterschaft in der Hockey East, während er in dieser Saison ebenso wie im Folgejahr ins Second All-Star Team gewählt wurde. Darüber hinaus führte der Kanadier die Terriers in seiner dritten und letzten Spielzeit als Kapitän an. Schließlich unterzeichnete er im März 2019 einen Einstiegsvertrag bei den Nashville Predators und gab wenig später sein Debüt in der National Hockey League (NHL). Bis zum Ende der Saison bestritt der Verteidiger zehn NHL-Partien, darunter alle sechs Spiele bei der Erstrunden-Niederlage gegen die Dallas Stars in den Stanley-Cup-Playoffs 2019, ehe er sich ab der Spielzeit 2019/20 im Kader der Predators etablierte.
Nach fünf Jahren in der Organisation der Predators sollte Fabbro im November 2024 über den Waiver in die American Hockey League (AHL) geschickt werden, wobei allerdings die Columbus Blue Jackets seinen Vertrag übernahmen.

### International
Erste internationale Erfahrungen sammelte Fabbro bei der World U-17 Hockey Challenge im November 2014, bevor er auf U18-Niveau die Goldmedaille beim Ivan Hlinka Memorial Tournament 2015 gewann. In der gleichen Altersstufe nahm der Abwehrspieler an der U18-Weltmeisterschaft 2016 teil, ehe er bei der U20-Weltmeisterschaft 2017 erstmals für die U20-Nationalmannschaft seines Heimatlandes auflief und dabei mit dem Team die Silbermedaille errang. Im Folgejahr gestaltete die Mannschaft auch das Endspiel siegreich und sicherte sich somit bei der U20-Weltmeisterschaft 2018 die Goldmedaille.
Sein Debüt für die A-Nationalmannschaft Kanadas gab Fabbro im Rahmen des Spengler Cup 2018, bei dem das Team im Finale KalPa Kuopio unterlag, er persönlich jedoch ins All-Star-Team des Turniers gewählt wurde. Wenig später gehörte er auch bei der Weltmeisterschaft 2019 zum kanadischen Aufgebot, musste jedoch abermals eine Endspielniederlage hinnehmen, sodass die Mannschaft die Silbermedaille errang.

## Erfolge und Auszeichnungen
| - 2015 Fred-Page-Cup-Gewinn mit den Penticton Vees - 2015 BCHL All-Rookie Team - 2016 Bester Verteidiger der BCHL - 2016 BCHL First All-Star Team | - 2018 Meisterschaft der Hockey East mit der Boston University - 2018 Hockey East Second All-Star Team - 2018 All-Star-Team des Spengler Cups - 2019 Hockey East Second All-Star Team |

### International
- 2015 Goldmedaille beim Ivan Hlinka Memorial Tournament
- 2017 Silbermedaille bei der U20-Weltmeisterschaft
- 2018 Goldmedaille bei der U20-Weltmeisterschaft
- 2019 Silbermedaille bei der Weltmeisterschaft

## Karrierestatistik
Stand: Ende der Saison 2024/25

### International
Vertrat Kanada bei:
| - World U-17 Hockey Challenge im November 2014 - Ivan Hlinka Memorial Tournament 2015 - U18-Weltmeisterschaft 2016 | - U20-Weltmeisterschaft 2017 - U20-Weltmeisterschaft 2018 - Weltmeisterschaft 2019 |

(Legende zur Spielerstatistik: Sp oder GP = absolvierte Spiele; T oder G = erzielte Tore; V oder A = erzielte Assists; Pkt oder Pts = erzielte Scorerpunkte; SM oder PIM = erhaltene Strafminuten; +/− = Plus/Minus-Bilanz; PP = erzielte Überzahltore; SH = erzielte Unterzahltore; GW = erzielte Siegtore; 1 Play-downs/Relegation; Kursiv: Statistik nicht vollständig)